# ポピガイ・クレーター
座標: 北緯71度39分 東経111度11分 / 北緯71.650度 東経111.183度

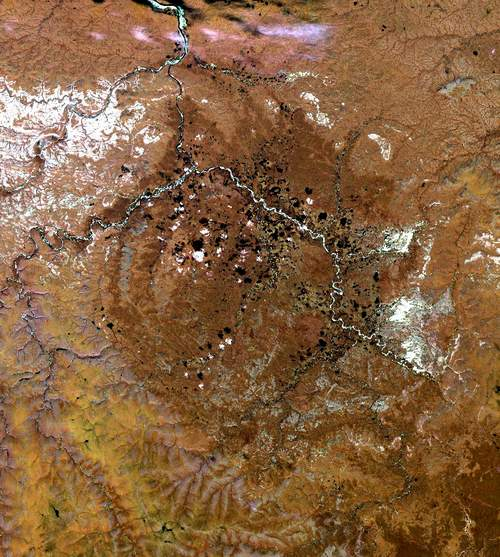
ポピガイ・クレーター(LANDSATによる画像)

ポピガイ・クレーター (英: Popigai crater、露: Попигай )はロシアのクラスノヤルスク地方 (旧タイミル自治管区) にある、直径約100 kmの衝突クレーターである。クレーターの一部はサハ共和国のアナバル地域に及ぶ。地球上の衝突クレーターの中で、マニクアガン・クレーターとともに第4位の大きさであり、ユーラシア大陸にある衝突クレーターとしては最大である。
約3,500万年前の始新世後期に直径数kmの小惑星が衝突したことにより形成された。アメリカ合衆国東海岸で近年発見されたチェサピーク湾クレーター (直径約90 km) と形成の地質年代が近いことが明らかになっており、2つの天体衝突の関連性や、相次いだ巨大衝突が始新世から漸新世への生物相の移行に与えた影響について、各方面から研究が進められている。

## 概要
ポピガイ・クレーターはロシア極北シベリア中部のアナバル楯状地北縁にある。最も近い町はクレーターの中心からおよそ400 km北西にあるカタンガ村で、そこからヘリコプターで1時間半かかる。クレーターはポピガイ川中流のほとりにあり、クレーターの南東から北へとポピガイ川が流れる。
直径約100 km、最大深さ150-200 mで、中心から直径約45 kmの隆起リング、直径約60 kmの環状のへこみ、幅約20 kmの環状の台地という、複合構造をしている。クレーターおよびその周囲には、衝突角礫岩 (スーバイト) や衝突溶融岩 (タガマイト) が認められていて、このクレーターが隕石衝突によってできたことを示している。ポピガイ構造に含まれる衝突融解物の総容量は1800 km3を超えると推定され、サドベリー盆地に次いで地球上で2番目の規模である。
衝突融解岩の40Ar-39Ar年代によって、ポピガイ・クレーターの形成は3570±20万年前 (始新世後期) だったと見積もられている。
この衝突構造は地表に露出しているにもかかわらず、僅かにしか浸食されていないため、衝突に伴う岩石がよく保存されていて貴重である。他の巨大クレーターは、堆積物で覆われていたり (チクシュルーブ・クレーター)、大きく変形していたり (サドベリー盆地)、著しく浸食されている (フレデフォート・ドーム)。ポピガイ・クレーターは特別な地質遺産の地として、国際連合教育科学文化機関 (UNESCO) によって世界地質遺産 (ジオパーク) に指定された。

## 発見
1940年代前半、極地地質調査所 (НИИГА) の地質学者のチームがシベリア卓状地北部の調査をはじめ、この地に直径約70 kmの円形のへこみを発見した。この構造は1946年、地質学者のカジェヴィニム (Д. В. Кожевиным) によって報告された。当時、この構造がドイツのネルトリンガー・リース (現在では衝突クレーターと考えられている) と地質学的に似ていることは指摘されていたが、これらの構造は太古の火山カルデラ、または「潜爆発」によるものと解釈されていた。
1960年代、月や他惑星の探査はクレーターの研究を促し、クレーターの構造やそれが衝突起源で形成されたことなどが確立されていった。その結果、地球上の各地で衝突クレーターが確認されていった。1964年には一部の研究者たちによってポピガイ構造が隕石起源であることが提唱された。1970年、レニングラードの地質学者ヴィクトル・マサイティス (В. Л. Масайтис) らによってポピガイが詳しく再調査され、この構造が巨大な衝突クレーターであることが明らかとなった。
当初火山岩と考えられていた岩石は、衝突融解岩と考えられるようになった。この角礫化し衝撃を受けた片麻岩砕屑物を含む融解岩シートは、ポピガイのタガミー山脈にちなんでタガマイト (tagamite) と名づけられている。タガマイトは、衝突によって発生した衝撃・未衝撃の岩石破片と融解物粒子の混合角礫岩であるスーバイトとともに、ポピガイ・クレーターが隕石衝突によって形成された証拠である。タガマイトとスーバイトは主に環状のへこみ部分に露出し、レンズ状またはシート状の岩体として存在し、互いに折り重なっている。タガマイトの組成は基盤岩類である柘榴石-黒雲母片麻岩に似ている。
1972年にはポピガイの岩石から初めてダイアモンドが発見された。最初は岩石試料を切断するあいだに非常に硬いものが含まれていることに気づく者がいて、ダイアモンド粒が偶然発見された。ダイアモンドはタガマイトとスーバイトの両方に含まれている。ダイアモンドが確認された衝突構造はポピガイが最初であるが、その後リース・クレーターなど他の衝突クレーターからも衝突ダイアモンドが発見されている。キンバーライト以外から天然ダイアモンドが産出したのもこれが初であった。
何十年にもわたってポピガイ・クレーターは惑星学者と地質学者を魅了してきた。しかしこの領域全体がヨシフ・スターリンの下でグラグの囚人たちによって建設されたダイアモンドと鉱山の地であったために、完全に制限されていた。1997年、大規模な調査探検が行われ (IPEX 1997)、この奇妙な構造の理解を大きく前進させた。しかしロシア国内の経済的理由により、ポピガイの研究は10年以上止まったままである。

## 衝突ダイアモンド
ポピガイ・クレーターからは、豊富な衝突ダイアモンドが観察されている。通常直径0.5-2 mmで中には10 mmになる標本もある。無色であることは稀で、ほとんどは黄色、灰色、または黒色である。
衝突ダイアモンドはグラファイトのマルテンサイト固様変態から生じ、他の産地におけるキンバーライト中に存在するダイアモンドと違った特徴を持つ。電子顕微鏡で観察するとグラファイトの残存を含む多結晶性の集積物であることがわかる。ダイアモンドは元のグラファイト粒のテーブル状の形を受け継いでいるだけでなく、結晶の微細なすじも保存している。
35 Gaを超える衝撃圧が衝突点から半径13.6 km以内の地中のグラファイトを部分的にダイアモンドへと変えたと考えられている。
ポピガイ・クレーター中のダイアモンド総量は、世界中の他のダイアモンド鉱脈の合計埋蔵量を超えると推定されている。しかし宝石の品質となるものは皆無で、ドリルやカッターなどに使う研磨剤としての利用が考えられている。

## 同時衝突
ポピガイ・クレーターは、同じく約3,500万年前に形成されたと考えられているチェサピーク湾クレーターおよびトムズ・キャニオン・クレーターと同時に形成された可能性が指摘されている。イタリアのマッシニャーノで発見されたイリジウム含有量の異常と衝撃石英を含む層や、各地の後期始新世の深海堆積物から見つかった単斜輝石を含む球状体は、ポピガイ・クレーターおよびこれらの同時代衝突クレーターに関連づけられている。これらの同時多発衝突が、破壊された小惑星の破片によるものか、彗星シャワーによるものかは論争となっている。